# Кингстон (Нью-Гэмпшир)
Кингстон (англ. Kingston) — город в США, расположенный в округе Рокингхем, штат Нью-Гэмпшир. Первоначально был пятым поселением и не считался городом, а был частью Хамптона.
После войны короля Филиппа стало возможным в результате мирных переговоров с местными индейцами создание новых поселений.
Начало городка начинается с того, как жители западной части Хамптона подписали хартию королю Вильгельму III о создании нового города, Кингстона, названного в честь правителя (от англ. King, король и Town, городишко, в те годы было принято называть по титулу, а не по имени).

## Исторический центр
Исторический центр города охватывает центр города включает ратушу Кингстона, Дом Джозайи Бартлетта, главного судьи и губернатора штата , Первой универсалисткой церкви. В 1883 году было построено главное здание Санборнской семинарии как светская школа-интернат. Также в городе есть Мемориальная исследовательская библиотека Николса, Исторический музей города.
Важной достопримечательностью является кладбище «Graveyard Plains» (англ. the Cemetery at the Plains) (где похоронен Джозайя Бартлетт).

## География
Согласно данным Бюро переписи населения США, Кингстон имеет общую площадь 54,5 км, из которых 51,3 км приходится на сушу и 3,2 км приходится на воду, что составляет 5,90 % города.
Самая высокая точка Кингстона — восточная вершина Рок-Риммон-Хилл, находящаяся на высоте около 350 футов (110 метров) над уровнем моря, на границе города с Данвиллом на западе.

## Демография
По данным переписи 2010 года в городе проживало 6025 человека, существовало 2288 домашних хозяйств. Плотность населения составляла 305,8 человека 118,4 человека на квадратный километр).
Этнический состав населения: 97,0 % белых , 0,3 % афроамериканцев , 0,3 % индейцев, 0,4 % азиатов, 0,1 % жителей тихоокеанских островов , 0,3 % представителя другой расы и 1,5 % представителей двух или более этногрупп.

## Галерея

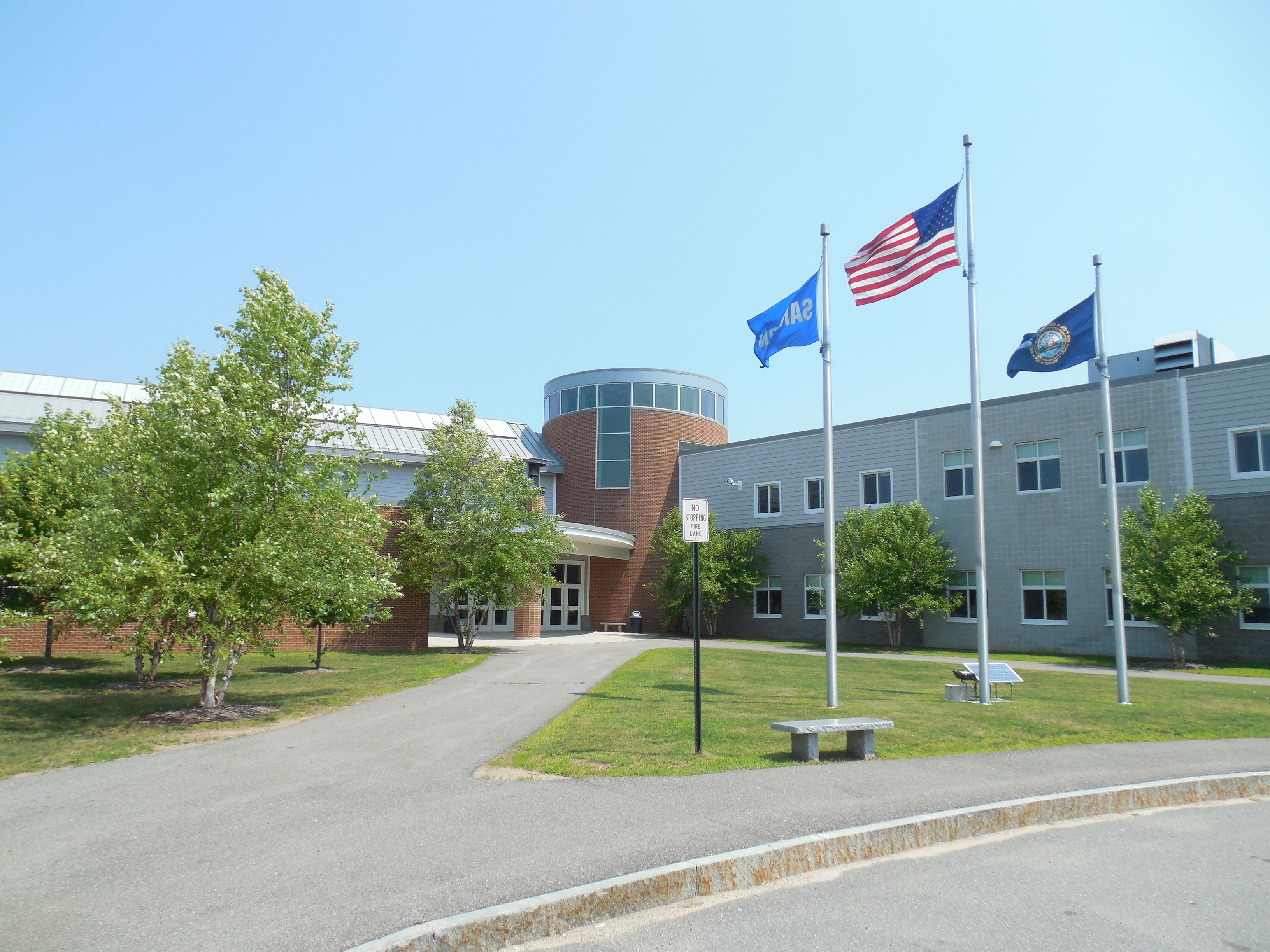
Средняя школа Санборн
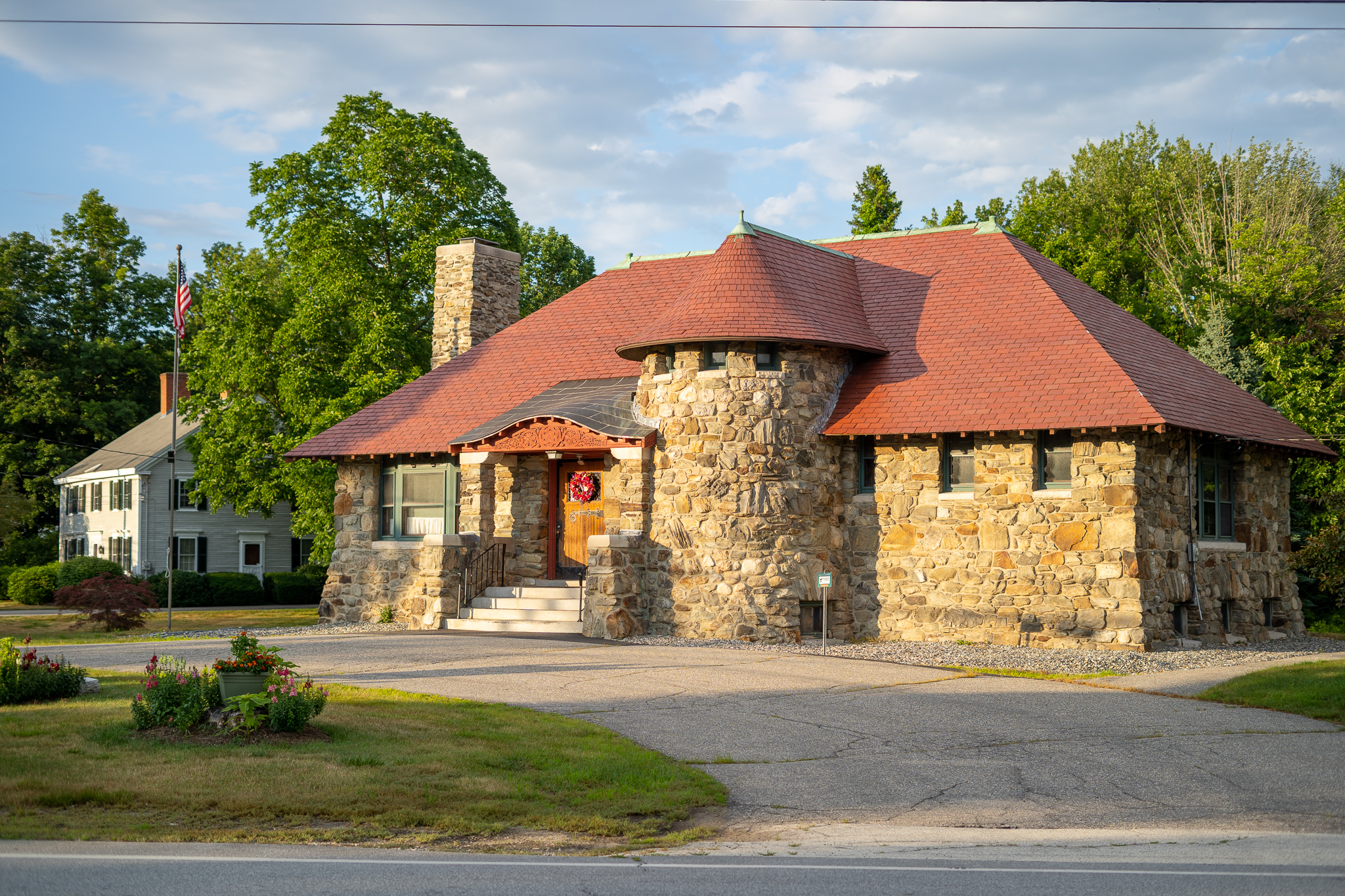
Мемориальная библиотека имени Николса
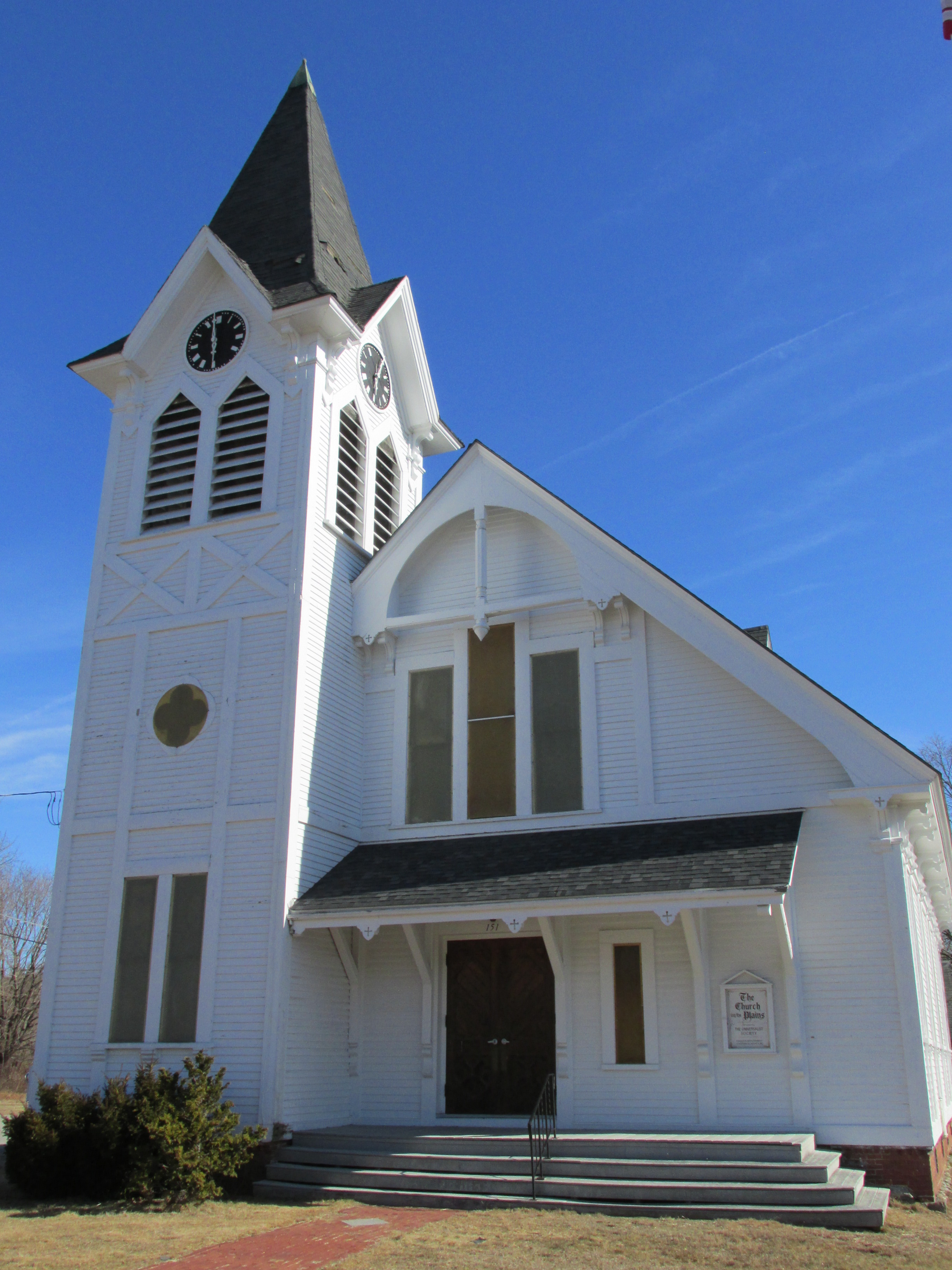
Первая универсалисткая церковь